# Leiberheim

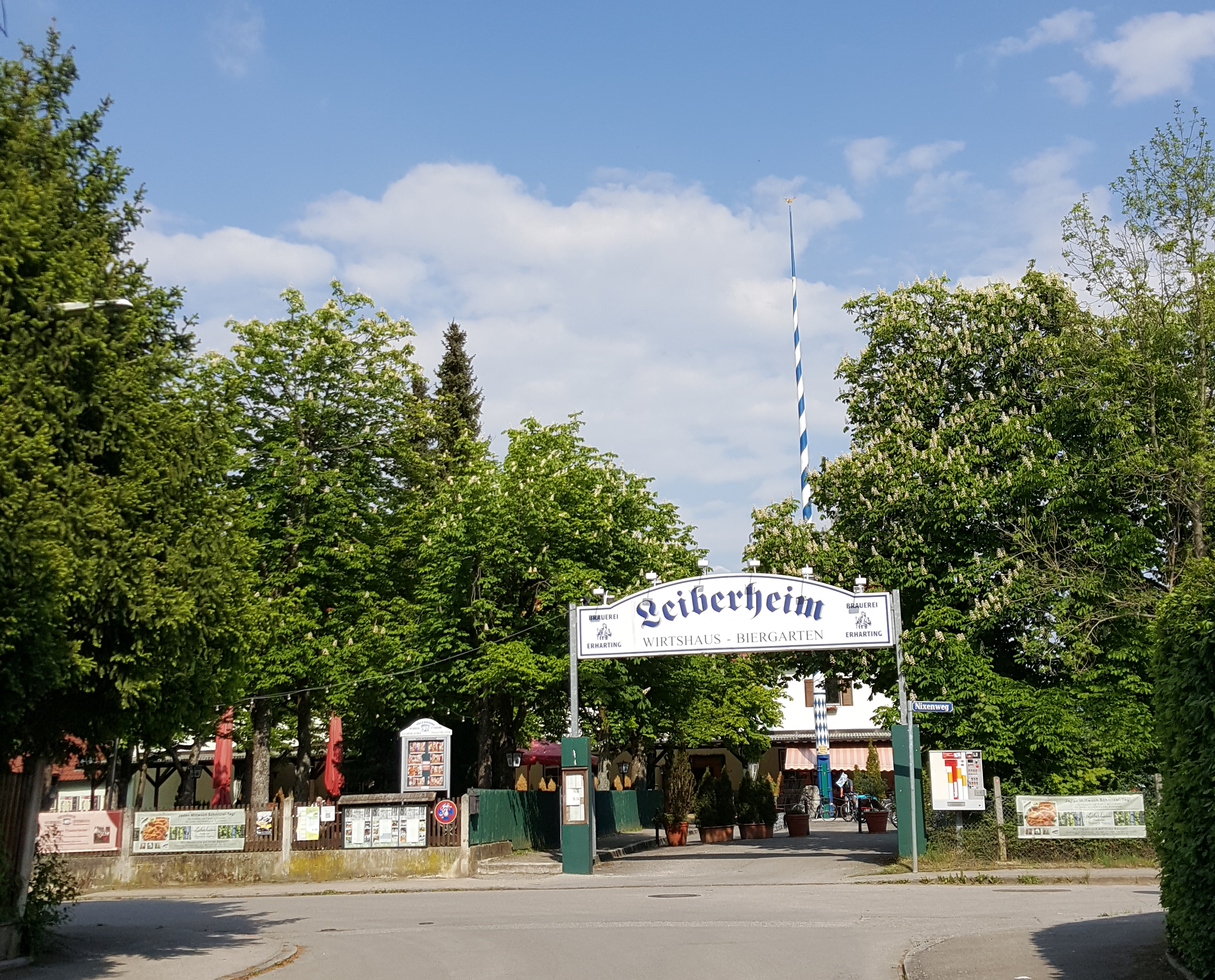
Eingang (2017)

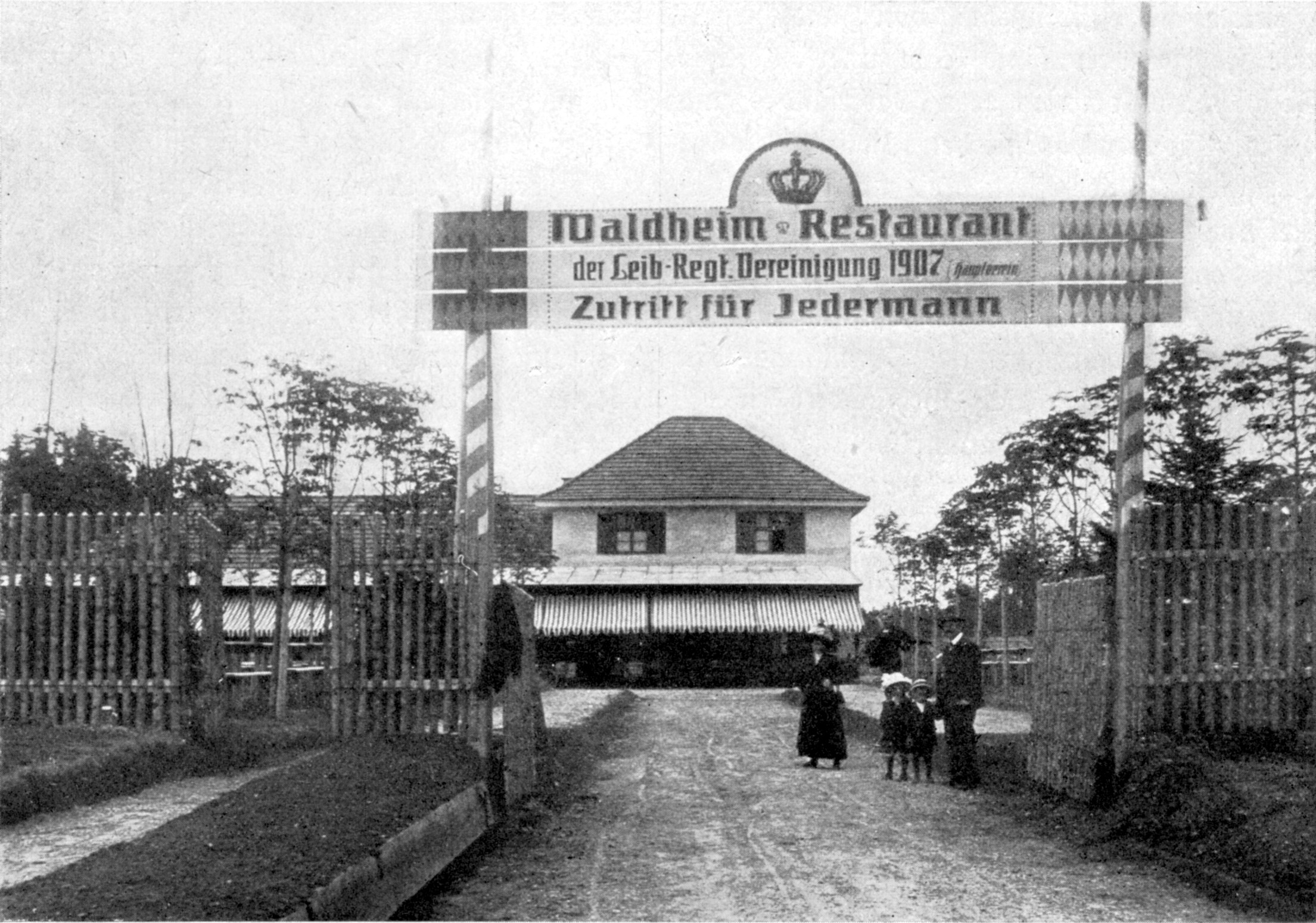
Das Waldheim im Jahr seiner Eröffnung

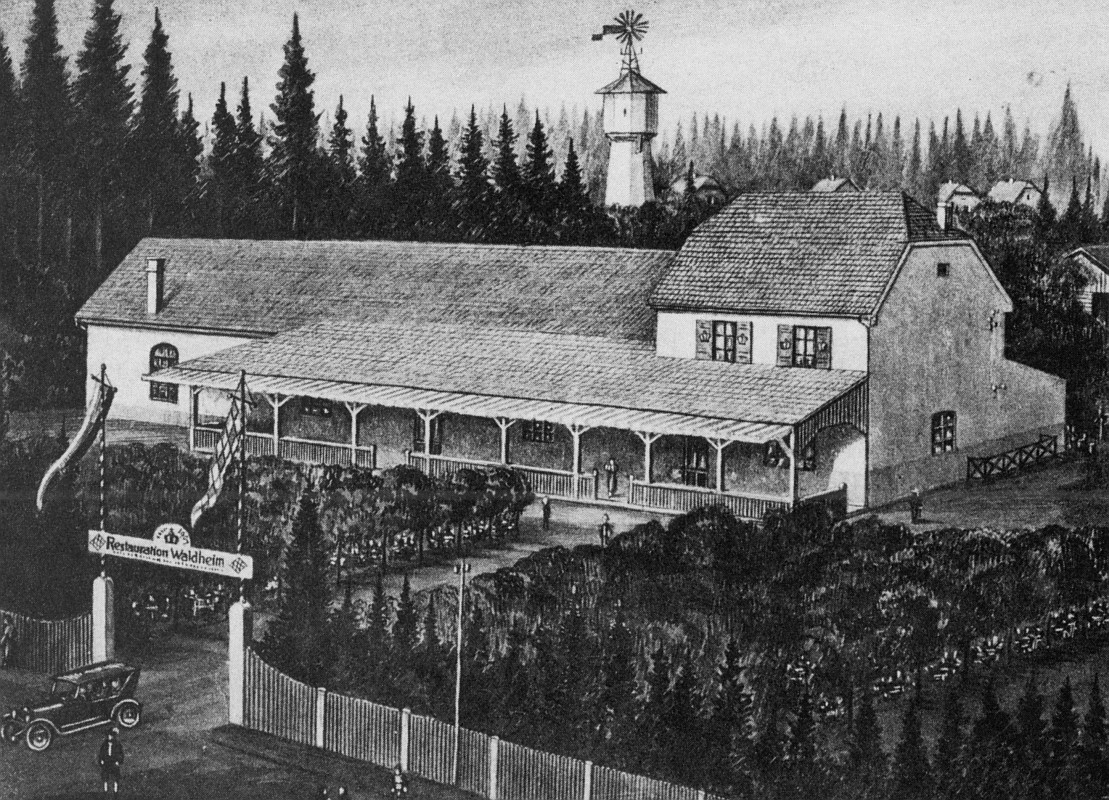
Das Leiberheim in München-Waldperlach. Ansicht um 1920.

Das Leiberheim ist ein traditionsreiches Ausflugslokal im Südosten von München.

## Geschichte
Am 7. Februar 1911 reichte der Abbruchunternehmer Otto Rieger einen Bauantrag für ein Waldheim bei der Gemeindeverwaltung Perlach ein. Das Waldheim war "als Sammelpunkt aller Veteranen- und Militär-, Soldaten- und Schützenvereine und als Ort zur Pflege der Kameradschaft gedacht". Aus seinem Gewinn sollte ursprünglich ein Erholungsheim für die Vereinigung ehemaliger Angehöriger des Königlich Bayerischen Infanterie-Leib-Regiments entstehen, für das "bereits ein Grundstück in unmittelbarer Nähe des Waldheims vorhanden" war. Der volkstümliche Name Leiber wurde schließlich namengebend. Bereits am 1. Juni 1911 wurde die Eröffnung gefeiert, was auf einen Baubeginn deutlich vor Antragstellung schließen lässt. Schon im Jahr darauf wurden Waldflächen um das Leiberheim für den Bau kleiner Wochenendhäuser gerodet, die die Keimzelle der Kolonistensiedlung Waldperlach bildeten. Im Zweiten Weltkrieg wurde das Gebäude nahezu ganz zerstört, nach Kriegsende aber wieder in seiner ursprünglichen Gestalt aufgebaut.
Heute wird in dem Gebäude unter dem Namen Leiberheim eine Gaststätte mit zwei separaten Räumen, einem Biergarten und einem großen Saal betrieben. In diesem führt die Volksbühne Neubiberg-Ottobrunn in seiner Reihe Waldperlacher Volkstheater  jährlich fünf Stücke auf. Die Bandbreite reicht hierbei vom Mundarttheater über Boulevardstücke und Komödien bis hin zu Kriminalstücken.